# Terrestrial Planet Finder

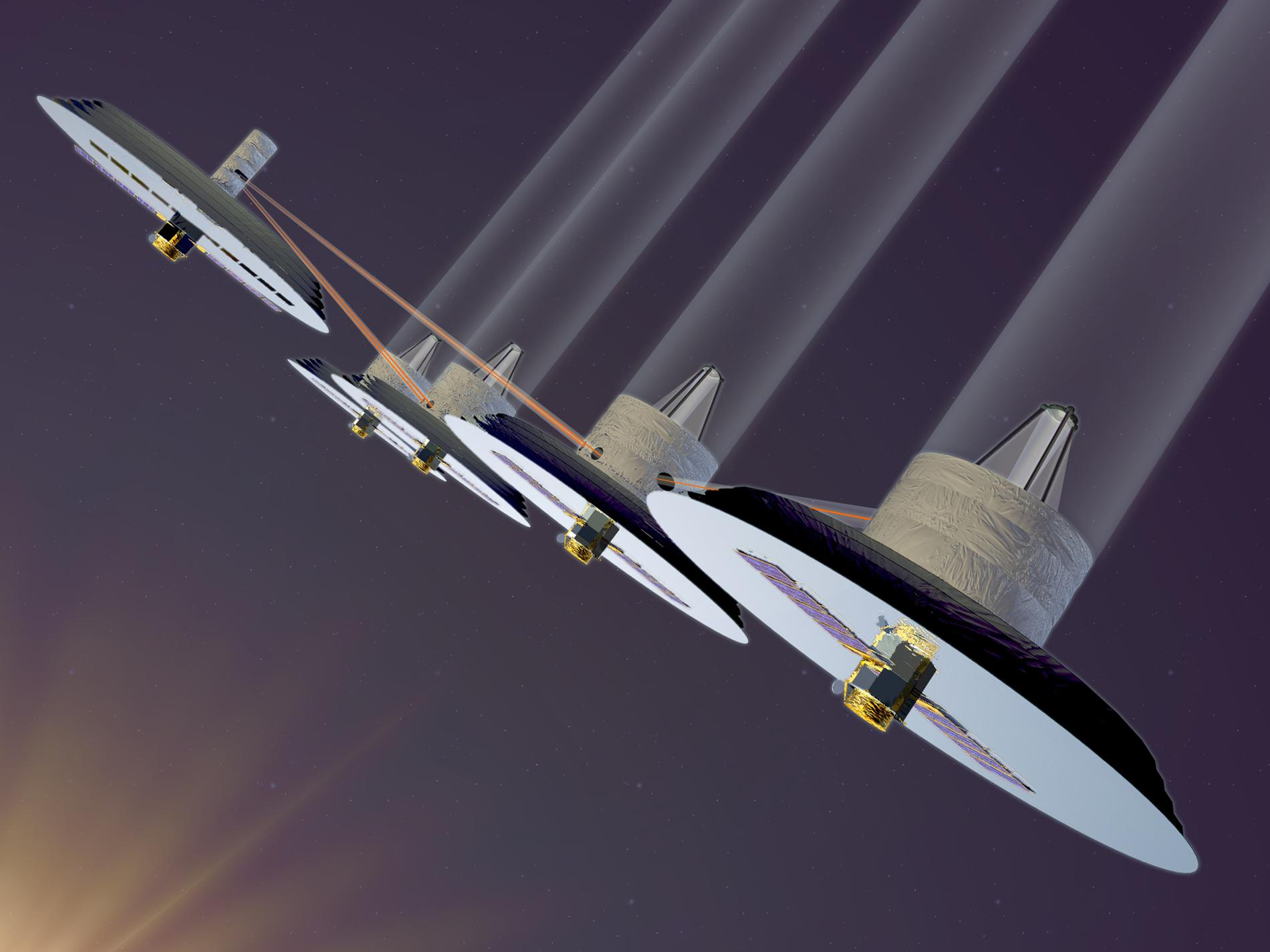
Terrestrial Planet Finder – interferometr zakresu podczerwieni

Terrestrial Planet Finder – anulowany projekt urządzenia zdolnego do wykrywania planet pozasłonecznych wielkością zbliżonych do Ziemi.
W 2002 roku przedstawiono dwa odmienne rozwiązania, które miały umożliwić uzyskanie wymaganej czułości. Dodatkowym celem urządzenia miało być określenie składu atmosfer i charakterystyki powierzchni nowo odkrytych planet. W 2004 roku oba projekty zostały zaakceptowane przez NASA i weszły w kolejną fazę badań.
- Interferometr zakresu podczerwieni (ang. Infrared Interferometer (TPF-I)) – zakładał wyniesienie na orbitę wielu mniejszych teleskopów, które zostałyby zamocowane na wspólnym stelażu lub też poruszałyby się swobodnie w precyzyjnie ustalonej formacji. W celu zmniejszenia jasności obserwowanej gwiazdy, aby nie zasłaniała słabego światła planet, miała być zastosowana technika wygaszania fal (ang. nulling). Pozwoliłoby to na zmniejszenie jasności gwiazdy milion razy.

- Koronograf pracujący w zakresie światła widzialnego (ang. Visible Light Coronagraph (TPF-C)) – zakładał konstrukcję ogromnego teleskopu, który zostałby umieszczony na orbicie. Średnica zwierciadła głównego musiałaby być trzykrotnie większa od zwierciadła Kosmicznego Teleskopu Hubble'a, przy zachowaniu 10-krotnie większej precyzji wykonania. Specjalnie zaprojektowany koronograf blokowałby światło gwiazdy, zmniejszając jego wartość miliard razy.

Według planów NASA TPF-C miał zostać wysłany w 2014 roku, a start TPF-I planowany był na 2020 rok. Jednak według ogłoszonego w lutym 2006 projektu budżetu NASA prace zostały bezterminowo odłożone.
Europejska Agencja Kosmiczna planowała podobną misję – Darwin, jednak w 2007 roku ona również została anulowana.